# Wim Kras
Wim Kras (Volendam, 5 febbraio 1944 – Volendam, 14 febbraio 2023) è stato un calciatore olandese, di ruolo attaccante.

## Caratteristiche tecniche
Giocava come ala destra.

## Carriera

### Giocatore

#### Club
Talento precoce, a 12 anni è già nelle giovanili della squadra della sua città. Il 21 novembre 1959, viene fatto esordire dal tecnico del Volendam, Ger Stroker, nella partita casalinga contro l'Ajax, che la sua squadra perde 3-0. Kras ha 15 anni e 290 giorni. Diventa così il calciatore più giovane di sempre ad aver esordito nella Eredivisie. Durante la seconda parte della stagione, il 15 maggio 1960, all'età di 16 anni e 100 giorni, segna il goal del 1-1 contro il MVV Maastricht, diventando anche il più giovane marcatore della storia della Prima Divisione. Durante i suoi ultimi anni di carriera, Kras è anche capitano del Volendam.

#### Nazionale
Tra il 1960 e il 1962, Kras gioca più volte con le rappresentative Under-16 e Under-18 dei Paesi Bassi.